# Magdalena Teitipac
Magdalena Teitipac es una localidad del estado mexicano de Oaxaca. Es cabecera del municipio de Magdalena Teitipac.

## Demografía
| Censo | Población |
| ----- | --------- |
| 1900  | 935       |
| 1910  | 1062      |
| 1921  | 887       |
| 1930  | 935       |
| 1940  | 1088      |
| 1950  | 1177      |
| 1960  | 1434      |
| 1970  | 1757      |
| 1980  | 1909      |
| 1990  | 2986      |
| 1995  | 3299      |
| 2000  | 3582      |
| 2005  | 4265      |
| 2010  | 4297      |
| 2020  | 4644      |